# Рейтинг городов мира по уровню качества жизни
Ре́йтинг городо́в с са́мым высо́ким ка́чеством жи́зни — рейтинг городов, ранжированный по уровню жизни. Примерами являются рейтинг международной консалтинговой компании в сфере человеческих ресурсов Mercer, а также рейтинг журнала The Economist.

## Mercer’s «Quality of living survey»

### Методология
| Первая десятка рейтинга городов компании Mercer на 2019 год | Первая десятка рейтинга городов компании Mercer на 2019 год | Первая десятка рейтинга городов компании Mercer на 2019 год |
| ----------------------------------------------------------- | ----------------------------------------------------------- | ----------------------------------------------------------- |
|                                                             | Город                                                       | Страна                                                      |
| 1                                                           | Вена                                                        | Австрия                                                     |
| 2                                                           | Цюрих                                                       | Швейцария                                                   |
| 3                                                           | Ванкувер                                                    | Канада                                                      |
| 3                                                           | Мюнхен                                                      | Германия                                                    |
| 3                                                           | Окленд                                                      | Новая Зеландия                                              |
| 6                                                           | Дюссельдорф                                                 | Германия                                                    |
| 7                                                           | Франкфурт-на-Майне                                          | Германия                                                    |
| 8                                                           | Копенгаген                                                  | Дания                                                       |
| 9                                                           | Женева                                                      | Швейцария                                                   |
| 10                                                          | Базель                                                      | Швейцария                                                   |

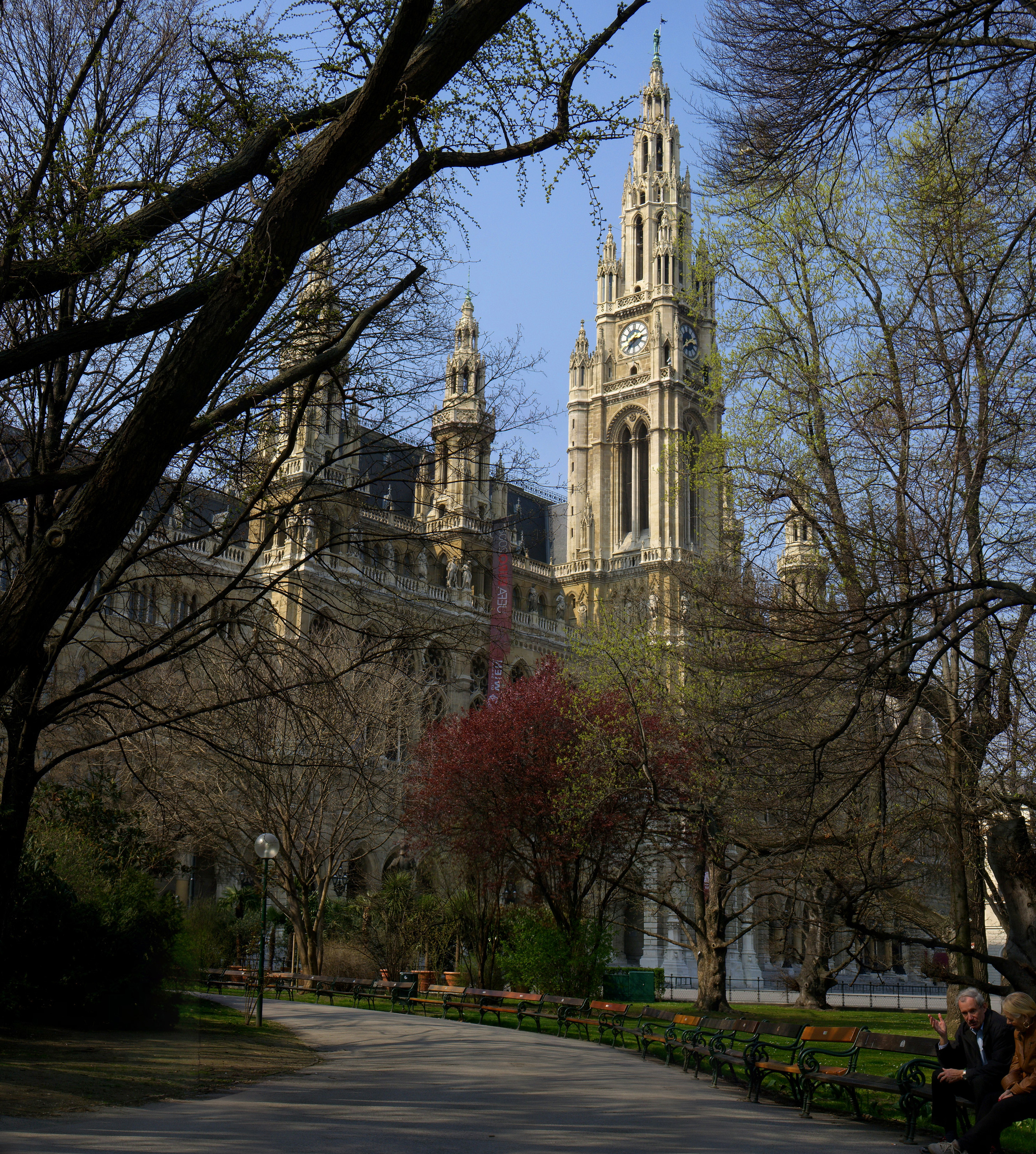
Вена — наиболее комфортный город планеты по версии Mercer

Список Mercer основывается на результатах ежегодного сравнительного исследования 231 городов мира. Оценка производится на основе данных по 39 критериям, таким как политико-социальная среда; экономические показатели; наличие определённых ограничений (например, цензуры); качество системы здравоохранения; качество системы образования; доступность и стоимость жилья; культурная жизнь, климат и вероятность природных катаклизмов. За точку отсчёта со 100 баллами в рейтинге качества жизни в городах был принят Нью-Йорк.

### Результаты
Согласно рейтингу, Вена признана наиболее удобным для жизни городом.
В 2019 году на вершине рейтинга оказались в большинстве своем европейские города, за исключением двух — Окленда и Ванкувера. В первой десятке находятся три немецких и три швейцарских города. Сан-Франциско оказался первым из американских городов (34-е место), Кобе — первым из японских (49-е). Багдад замыкал список (231-е). Из последних 25 городов 17 находятся в Африке.
Москва и Санкт-Петербург заняли 167 и 174 места соответственно.
В 2009 году столица России была упомянута в трёх отрицательных категориях: «Наименее дружелюбный город» — 3-е место; «Самая плохая кухня» — 2-е место; «Самые плохо одетые жители» — 3-е место.

## The Economist’s «Global Liveability Ranking»

### Методология
| 10 наиболее пригодных для жизни городов по версии The Economist на 2021 год | 10 наиболее пригодных для жизни городов по версии The Economist на 2021 год | 10 наиболее пригодных для жизни городов по версии The Economist на 2021 год | 10 наиболее пригодных для жизни городов по версии The Economist на 2021 год |
| --------------------------------------------------------------------------- | --------------------------------------------------------------------------- | --------------------------------------------------------------------------- | --------------------------------------------------------------------------- |
|                                                                             | Город                                                                       | Страна                                                                      | Рейтинг                                                                     |
| 1                                                                           | Окленд                                                                      | Новая Зеландия                                                              | 96,0                                                                        |
| 2                                                                           | Осака                                                                       | Япония                                                                      | 94,2                                                                        |
| 3                                                                           | Аделаида                                                                    | Австралия                                                                   | 94,0                                                                        |
| 4                                                                           | Веллингтон                                                                  | Новая Зеландия                                                              | 93                                                                          |
| 4                                                                           | Токио                                                                       | Япония                                                                      | 93                                                                          |
| 6                                                                           | Перт                                                                        | Австралия                                                                   | 93,3                                                                        |
| 7                                                                           | Цюрих                                                                       | Швейцария                                                                   | 92,8                                                                        |
| 8                                                                           | Женева                                                                      | Швейцария                                                                   | 92,5                                                                        |
| 8                                                                           | Мельбурн                                                                    | Австралия                                                                   | 92,5                                                                        |
| 10                                                                          | Брисбен                                                                     | Австралия                                                                   | 92,4                                                                        |

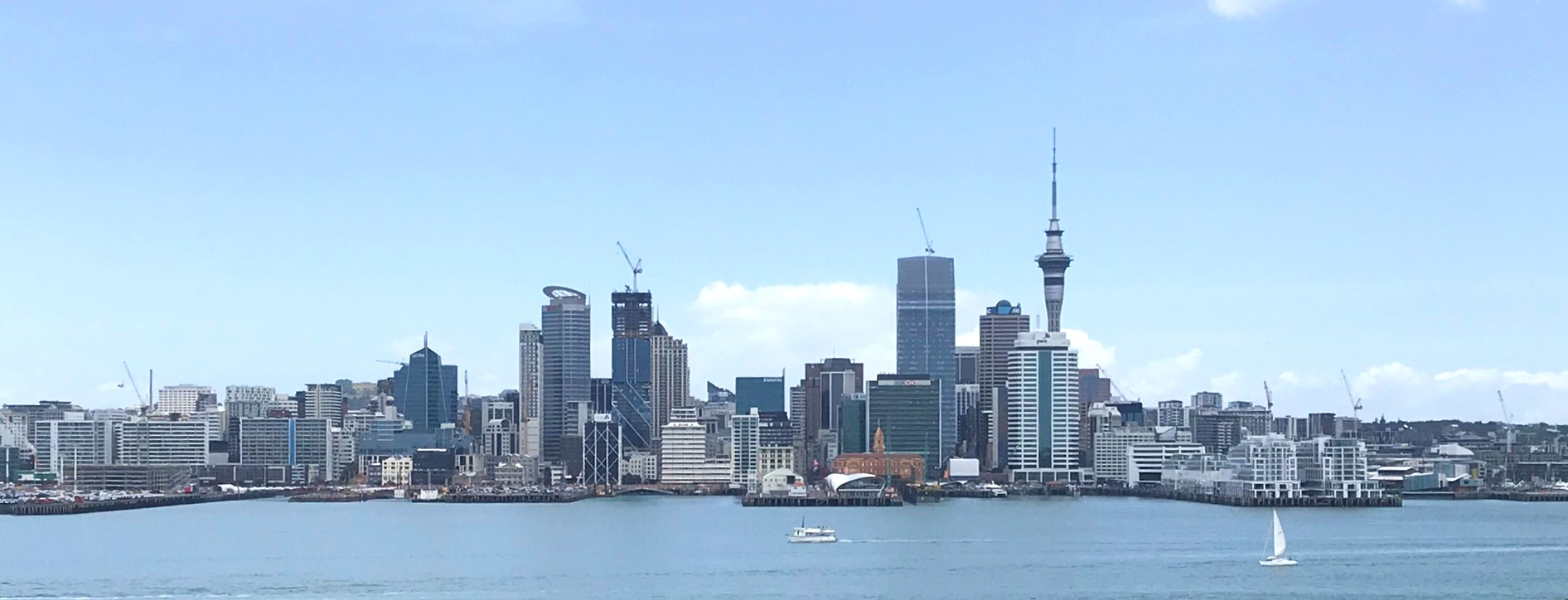
Окленд, Новая Зеландия — в 2021 году стал наиболее пригодным для жизни городом Земли по версии The Economist

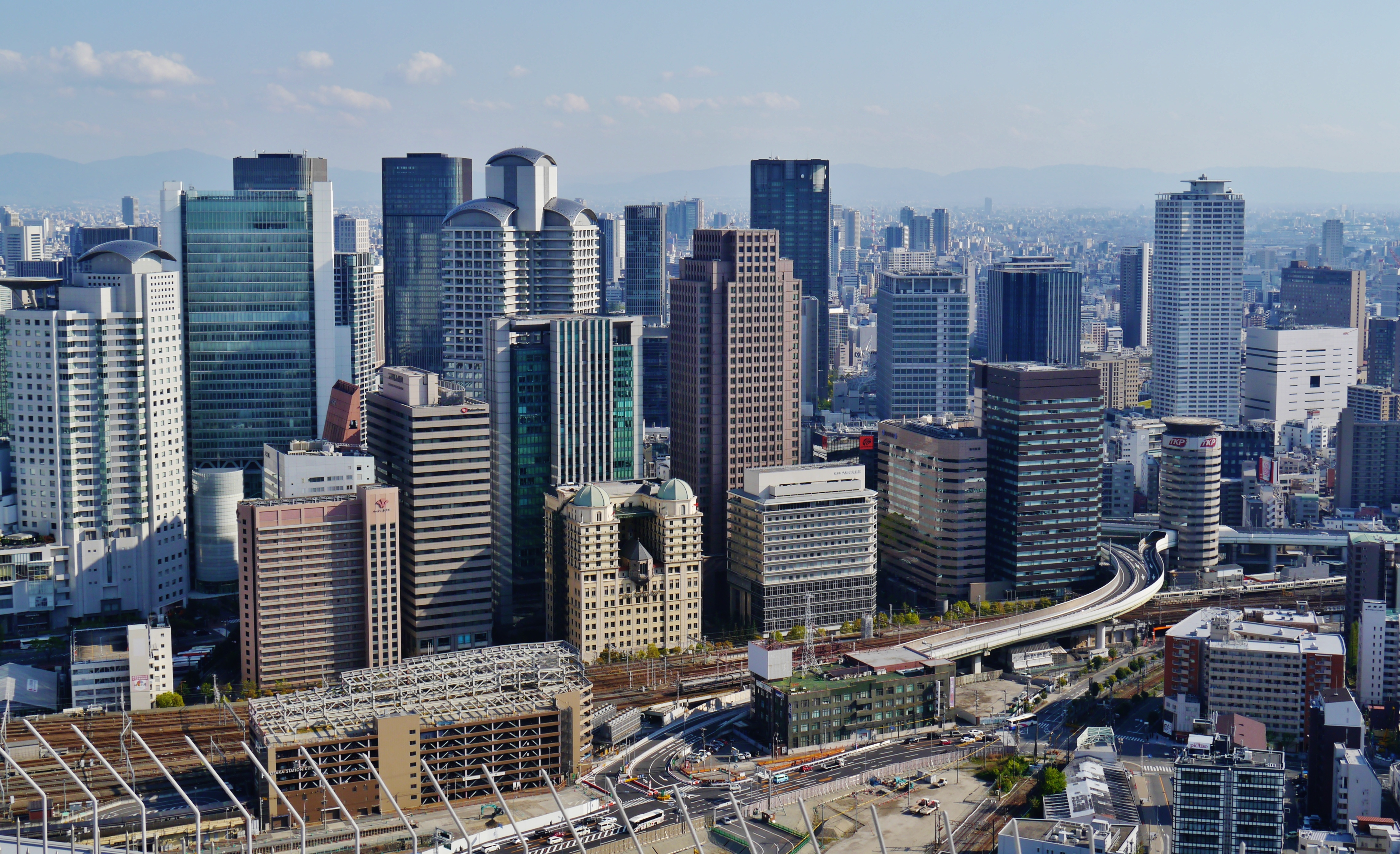
Осака, Япония

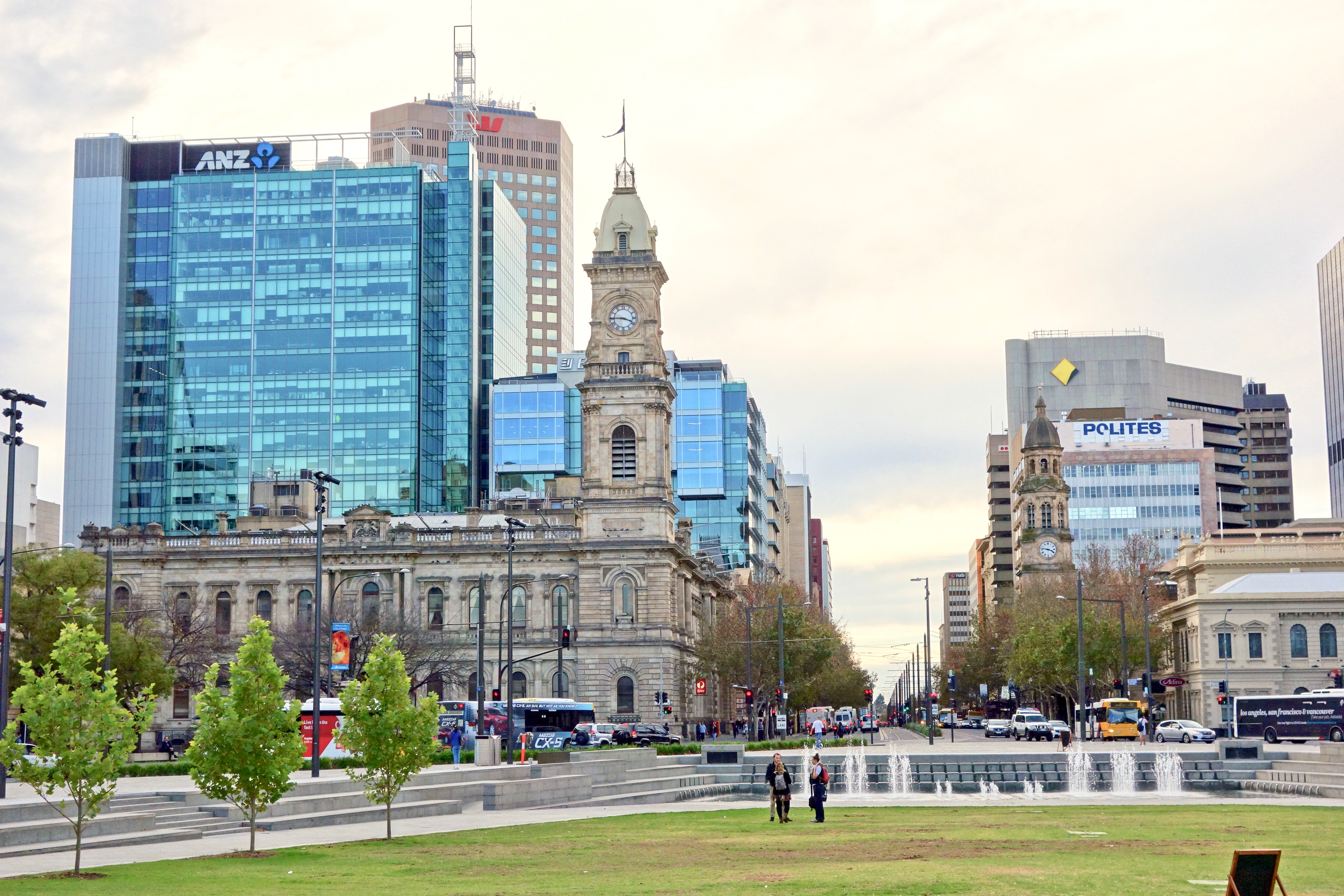
Аделаида, Австралия

Аналитическое подразделение журнала The Economist, занимающееся подготовкой отчётов и рейтингов, Economist Intelligence Unit, для составления списка «самых пригодных для жизни городов» (англ. World's Most Liveable Cities) пользуется совокупностью источников, в том числе и исследованием Mercer. При подсчёте очков принимается во внимание доступность товаров, безопасность жизни, уровень образования и здравоохранения, культурная и экологическая привлекательность, а также эффективность инфраструктуры. При этом климатические условия, а также стоимость жизни, не принимаются во внимание.
Обычно наивысших позиций удостаиваются города Австрии, Австралии, Японии и Канады. В 2011 году Мельбурн поднялся со второго на первое место в рейтинге, став лучшим городом планеты, а занимавший пять лет подряд это место Ванкувер опустился на третье место из-за снижения показателей по инфраструктуре.
После публикации рейтинга 2011 года журнал получил множество отзывов, авторы которых связывали падение Ванкувера с авариями на шоссе Малахат, соединяющем Викторию, Нанаймо, Ванкувер, Камлупс и Ревелстоук. Однако представители журнала написали опровержение, в котором говорится, что проблемы на шоссе Малахат — это лишь часть осложняющейся обстановки на дорогах близ Ванкувера.
The Economist Intelligence Unit подвергается критике со стороны газеты The New York Times за англоцентричность:

The Economist чётко связывает пригодность для жизни с употребимостью английского языка.
Оригинальный текст (англ.)The Economist clearly equates livability with speaking English.
— The Best Place to Live?

### Результаты
В первой десятке присутствует четыре австралийских, два новозеландских, два японских и два швейцарских города. Высшее среди городов Азии место занимает японский мегаполис Осака (2-е место). Столица Японии, Токио, разделяет со столицей Новой Зеландии, Веллингтон 4-е место. Высшее среди городов Европы место занимают два швейцарских города Цюрих (7-е место) и Женева (8-е место).
Худшими городами мира (в порядке убывания рейтинга) были названы Каракас, столица Венесуэлы; Дуала, крупнейший город Камеруна; Хараре, столица Зимбабве, Карачи, крупнейший город Пакистана; Триполи, столица Ливии; Алжир столица Алжира; Дакка, столица Бангладеш; Порт-Морсби, столица Папуа — Новой Гвинеи; Лагос крупнейший город Нигерии и Африки; Дамаск, столица Сирии.

## Monocle's «Quality of Life Survey»

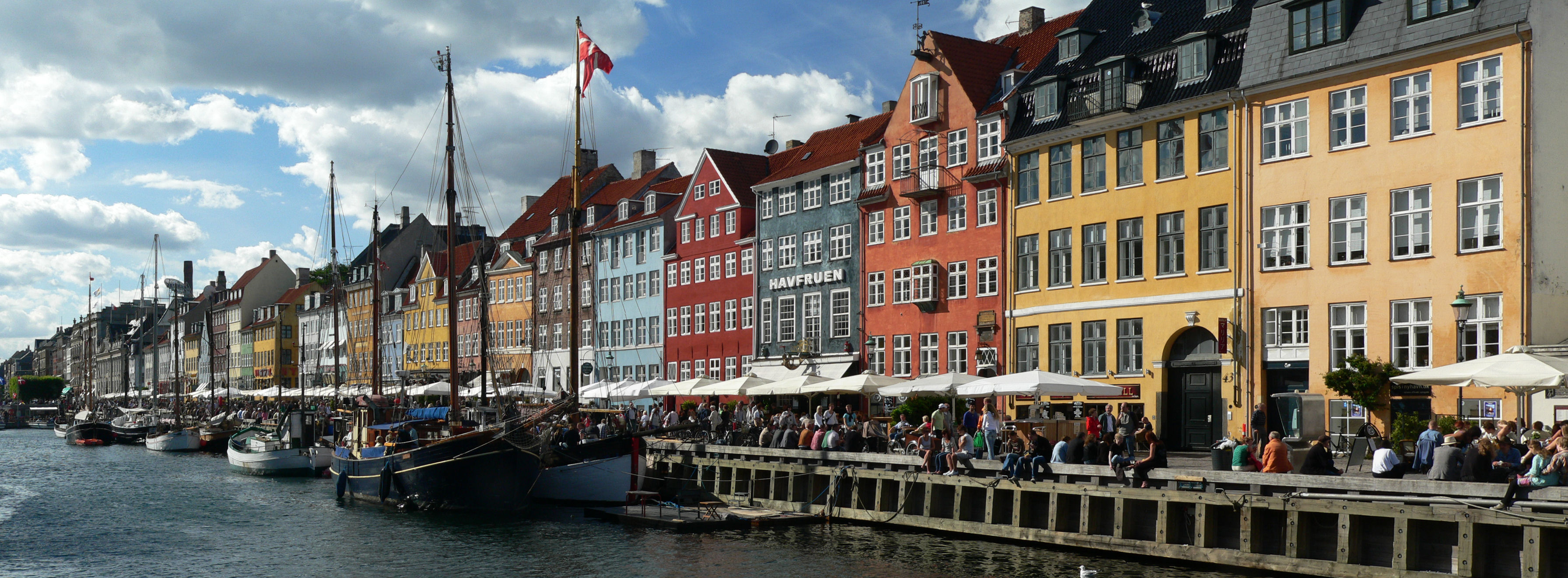
По результатам рейтинга Monocle, Копенгаген является лучшим городом Земли.

| Наиболее пригодные для жизни города мира, по версии Monocle на 2021 год | Наиболее пригодные для жизни города мира, по версии Monocle на 2021 год | Наиболее пригодные для жизни города мира, по версии Monocle на 2021 год |
| ----------------------------------------------------------------------- | ----------------------------------------------------------------------- | ----------------------------------------------------------------------- |
|                                                                         | Город                                                                   | Страна                                                                  |
| 1                                                                       | Копенгаген                                                              | Дания                                                                   |
| 2                                                                       | Цюрих                                                                   | Швейцария                                                               |
| 3                                                                       | Хельсинки                                                               | Финляндия                                                               |
| 4                                                                       | Стокгольм                                                               | Швеция                                                                  |
| 5                                                                       | Токио                                                                   | Япония                                                                  |
| 6                                                                       | Вена                                                                    | Австрия                                                                 |
| 7                                                                       | Лиссабон                                                                | Португалия                                                              |
| 8                                                                       | Окленд                                                                  | Новая Зеландия                                                          |
| 9                                                                       | Тайбэй                                                                  | Китайская Республика (Тайвань)                                          |
| 10                                                                      | Сидней                                                                  | Австралия                                                               |

С 2007 года журнал Монокль ежегодно публикует список лучших для проживания городов мира. Рейтинг 2018 года был назван «Перечнем наиболее пригодных для жизни городов» (англ. The Most Liveable Cities Index); в нём публиковались 25 лучших городов мира — первое место было отдано Мюнхену. В рейтинге 2009 года — Цюрих, 2011 года — Хельсинки, а в 2013 и 2014 годах — Копенгаген.
Важнейшими критериями стали безопасность (уровень преступности); вовлечённость в мировое сообщество; климат и количество солнечных часов; качество строений; развитость транспортной инфраструктуры; терпимость; хорошая экология; дизайн; условия для бизнеса; законодательство и здравоохранение.
Не вошли в десятку, но были высоко оценены города: Стокгольм, Париж, Окленд, Барселона и Сингапур.